# Belägringen av Bohus fästning 1678
Belägringen av Bohus fästning 1678, var en cirka två månader lång belägring som utfördes av dansk-norska trupper under befäl av ståthållaren i Norge, Ulrik Fredrik Gyldenløve under Skånska kriget. 
Efter ett belägringsförsök av den svenska fästningen cirka två mil norr om Göteborg år 1676, återkom Gyldenløve våren 1678 med en belägringsstyrka på cirka 15 000 man. Belägringen innebar omfattande beskjutning av fästningen med kanoner och mörsare, försök att spränga murarna underifrån med minor, samt direkta stormningsförsök. Sedan svenska trupper lyckats ta sig över till Hisingen och fått de dansk-norska trupperna att lämna ön, kunde belägringen till slut hävas. Denna var den sista och mest omfattande av de minst 14 belägringar som Bohus fästning har utsatts för under sin historia, utan att någon gång ha erövrats i strid.

## Inledning
Sedan Danmark förklarat krig mot Sverige den 2 september 1675 och påbörjat det så kallade Skånska kriget, anföll ståthållaren i Norge, Ulrik Frederik Gyldenløve, upprepade gånger in i Bohuslän och Västsverige. Dessa västsvenska strider kom att kallas Gyldenløvefejden. 

### Försöket till belägring 1676

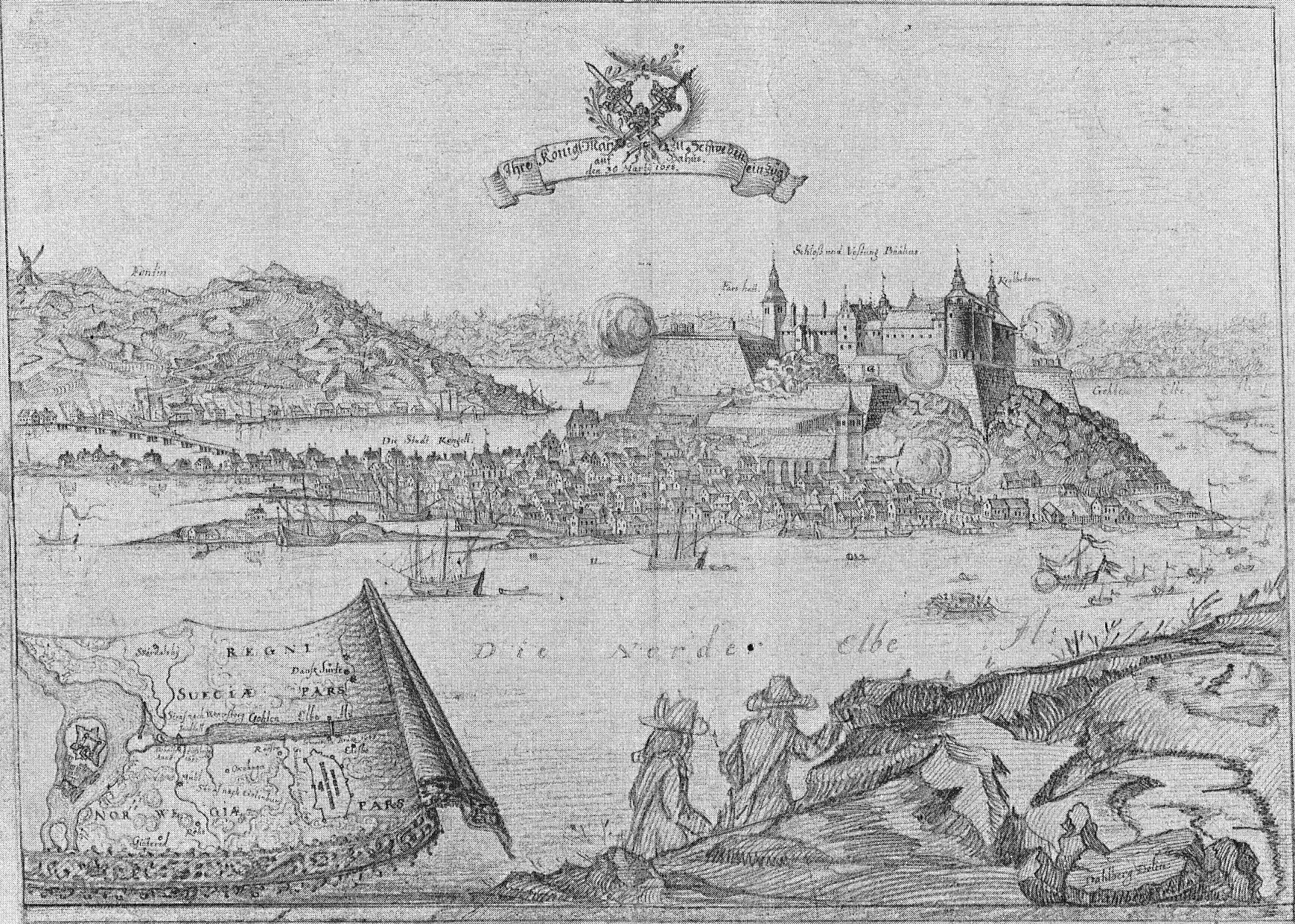
Bohus fästning och Kungälvs stad år 1658.

Den 8 juni 1676 anföll Gyldenløve in i Bohuslän med 4 000 man. Den 17 juni intogs Uddevalla och den 26 juni föll Vänersborg. Därefter marscherade Gyldenløve söderut på båda sidor av Göta älv i början av juli för att tillsammans med danska örlogsfartyg försöka belägra Göteborg. Den 6 juli 1677 anföll Gyldenløve Marstrand och den 23 juli föll Karlstens fästning. Då man därigenom hade ryggen fri mot havet, ökade möjligheterna att försörja en dansk-norsk armé i södra Bohuslän under en längre tid.

På order av den svenska guvernören (landshövdingen), general Harald Stake brände kommendanten på Bohus fästning Börje Nilsson Drakenberg den 22 juli ner bebyggelsen på Västra gatan i Kungälv. Detta för att inte de dansk-norska trupperna som närmade sig skulle kunna dra fördel av stadsbebyggelsen. I början av augusti hade Gyldenløve slagit läger vid Gullön, väster om Kungälv och småstrider förekom, bland annat vid Ängegärde utanför staden. Gyldenløve hade nu gett upp sina planer på en belägring av Göteborg och inriktade sig istället på Bohus fästning. Genom att erövra Bohus fästning skulle svenskarna hindras från att kunna hota de dansk-norska trupperna som befann sig norr om Göteborg. Gyldenløve skulle också därefter kunna sända plundringsföretag in i Västergötland. Den 12 augusti brändes även bebyggelsen ner på Östra gatan i Kungälv av svenskarna. Då Gyldenløve inte hade tillgång till något tyngre belägringsartilleri, samt att sjukdomar härjade och en svensk undsättningsstyrka närmade sig, avbröt han belägringsförsöket av Bohus fästning den 17 augusti utan att ha stormat den och återvände istället till Norge.

## Belägringen 1678

### Förberedelser
På våren 1678 började återigen förberedelserna för ett angrepp mot fästningen. Den 19 april hade största delen av den norska hären samlats vid Uddevalla, och några dagar in i maj hade den en styrka på cirka 9 000 man infanteri, ryttare och dragoner. Den 20 maj kom de första norska trupperna fram och slog läger norr om berget Fontin vid fästningen.
Samtidigt hade 6 000 man danska trupper seglat från Århus den 8 maj med hästar och belägringsartilleri. Efter att ha drabbats av motvind och storm då ett stort antal hästar slet sig lösa på skeppen, var de tillbaka i Öresund den 14 maj. Brutna master, söndertrasat tågvirke och döda hästar i skeppens inre vittnade om den katastrof som drabbat trupperna. Efter reparationer gjorde danska flottan ett nytt försök och kom nu fram till Marstrand den 23 maj, seglade vidare till herrgården Gullbringa vid Tjuvkil där belägringshären gick iland och spred sig över Hisingen via en flottbro vid Gullön. Från Köpenhamn skeppades också många grova kanoner, fyrmörsare och ammunition till Marstrand. De största kanonerna var på 24 pund, och kunde skjuta kulor på cirka 12 kilo. De största mörsarna var på 100 pund, med en kulvikt på cirka 50 kilo.

Fästningens besättning på 384 man – ett par kompanier östgötar och finnar samt 65 artillerister – ökade då chefen för Skaraborgs regemente överste Fredrik von Börstell kunde ta sig in tillsammans med sitt livkompani den 3 juni strax innan belägringen började. Han organiserade som överkommendant försvaret tillsammans med ordinarie kommendanten, överstelöjtnant Carl Gustaf Frölich. En samtida skildring berättar att "alla officerarna förbundo sig med ed och skriftlig revers att inte tänka på någon kapitulation, utan den sig understod om något sådant nämna, den skulle straffas som en skälm och landsförrädare".

### Belägringen

#### Tisdagen den 4 juni
Flera norska kanonbatterier hade blivit klara, och fästningen uppmanades att ge sig. Efter mottaget avslag började kanonbeskjutning från båda parter. 

#### Torsdagen den 6 juni
De dansk-norska trupperna började använda en ny sorts projektiler - "leede, förgiftede stinkpotter". Enligt beskrivningen "kan ingen förbliva utan vanmäktar och blir sjuk" i närheten av dessa projektiler med olika ämnen för kemisk och biologisk krigföring. Redan efter fyra dagars belägring var det mesta av trävirket uppbränt och flera valv i fästningen hade störtat in, men de yttre murarna stod kvar. 

#### Tisdagen den 11 juni
På natten till den 12 juni kom kaptenerna Johan Gunnarsson och Peter Bäfverfeldt in i fästningen med 100 soldater från Skaraborgs regemente efter en försiktig rodd över Göta älv.

#### Torsdagen 13 juni
Allt belägringsartilleri var nu på plats med 30 kanoner och 10 mörsare på och nedanför berget Fontin, samt 13 kanoner och 2 mörsare på Hisingen. Fästningen hade i sin tur 43 kanoner och 3 mörsare. Under i stort sett varje dag av belägringen var fästningen under beskjutning, dels med vanliga kanonkulor, dels med granater, inkastade bomber och stenbumlingar. Samtidigt började sappörer att gräva sig fram mot fästningen för att med minor, sprängladdningar, göra hål i murarna underifrån. Grävarbetet gick långsamt eftersom fästningsholmen bestod av resterna av den gamla staden Ny-Kungälv med mycket stenlagda gator och husgrunder. Den ljusa sommarnatten bidrog till att båda sidor hade problem med att hinna reparera skador under de mörkaste timmarna.

#### Söndagen den 16 juni
Under dagen sköts relativt lite med de vanliga kanonerna, däremot kastades 135 bomber 7 fyrkulor och många stenbumlingar in vilket gjorde stor skada. Mot kvällen påbörjades en häftig kanonbeskjutning vilken fortsatte hela natten.

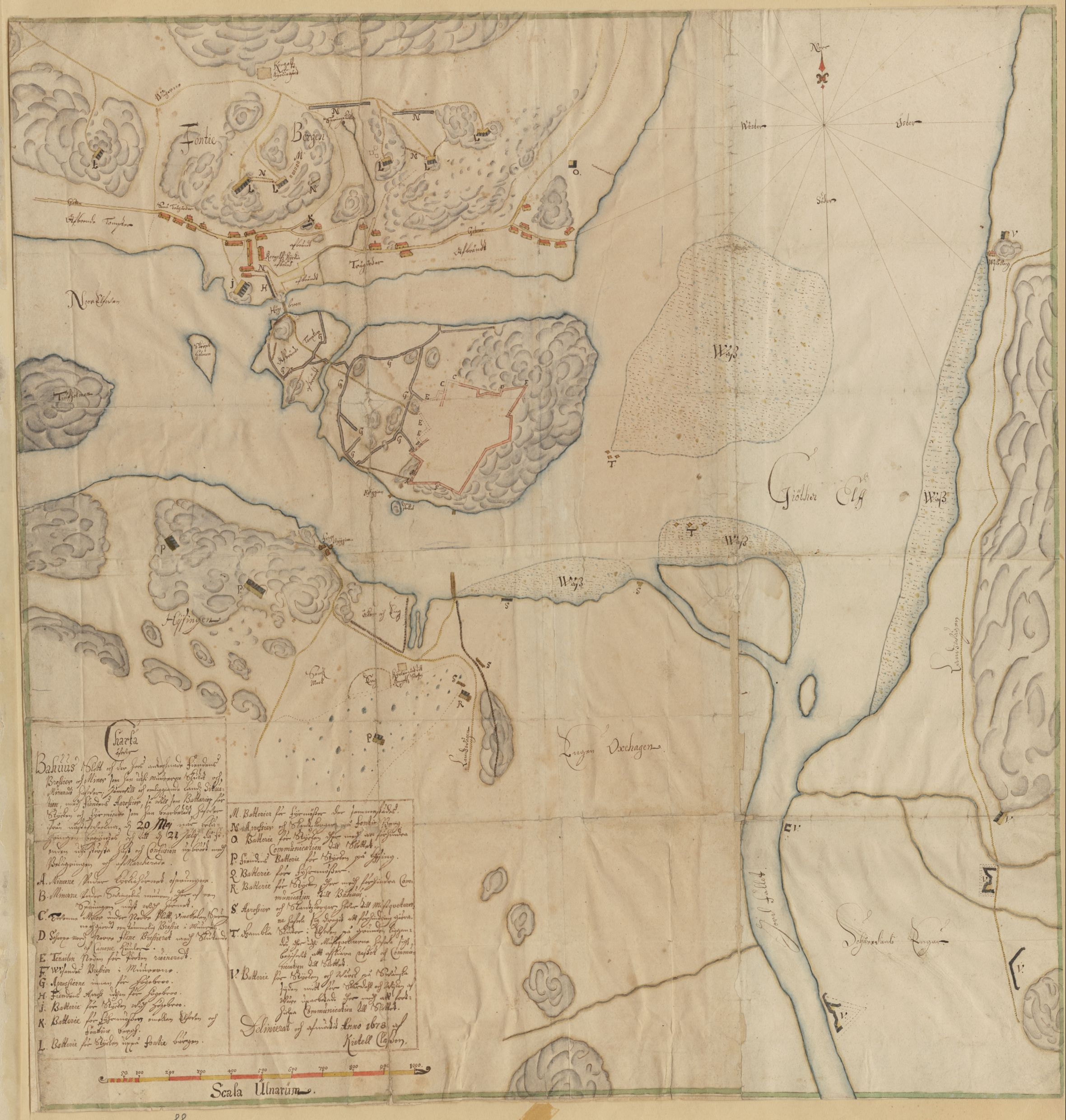
Bohus med omgivningar efter belägringen 1678. Kartan ritad av Kietell Classon Felterus

#### Tisdagen den 18 juni
Fästningskyrkan träffades av en granat, och allt mjöl som förvarades på kyrkvinden spreds som en vit dimma över Bohus. En mörsarprojektil slog ner i pumphuset på brunnen och förvandlade det till träflis. Natten till 19 juni kom kapten Håkan Flygare och 100 man skaraborgare över till fästningen efter ytterligare en tyst och försiktig rodd över Göta älv trots norsk beskjutning.

#### Onsdagen den 19 juni
På order av kung Karl XI försökte den engelske fortifikationsofficeren överstelöjtnant Edington på natten till 20 juni att ta sig över med ytterligare undsättning, men nu sköts båten i sank av norrmännen med många drunknade som följd. Edington själv fick högerarmen avskjuten och avled två dagar senare i fästningen. För att hindra den svenska båttrafiken lade Gyldenløve en båt med 50 mans besättning i Göta älv, men den sköts i sank av Bohus grova artilleri och nästan alla ombord omkom.Dessutom byggdes en norsk skans nere vid älven och Gyldenløve hade också planer på att anfalla den östra stranden av Göta älv.
Under midsommarveckan utsattes Bohus för ett nytt vapen: säckar med små granater. Kastmaskiner nära fästningen slungade in säckarna som gick sönder vid nedslaget och granaterna spreds ut. Försvararna beslutade att göra ett utfall, det vill säga en snabb attack, med 40 man ut från fästningen för att förstöra kastmaskinerna. Med stöd av kraftig eldgivning från murarna lyckades utfallet och kastmaskinerna förstördes.

#### Tisdagen den 25 juni
Efter att ha skjutit en bräsch, ett hål i muren, på bastionen Svingeln framför stora porten beordrade Gyldenløve stormning på natten till den 26 juni. De 500 stormande norska soldaterna kastades tillbaka efter att cirka 200 dödats. Svenskarnas förluster var 15 döda och 17 sårade.

#### Torsdagen den 27 juni
Efter att ha vidgat hålet i muren gjorde de norska anfallarna ett nytt försök vid middagstid, men kastades på nytt tillbaka. Samtidigt var Gyldenløve medveten om att svenskarna fick förstärkningar på östra sidan av Göta älv från Göteborg till Vänersborg. 

#### Lördagen den 29 juni
På natten till den 30 juni lyckades kapten Baltzar Jonsson tillsammans med 100 skaraborgare att ta sig över till fästningen. Några dagar senare kunde överstelöjtnant Mauritz Vellingk ta sig in i Bohus. Som tidigare fortifikationsofficer på fästningen hade han välbehövliga kunskaper. De följande dagarna grävde sig de norska minörerna framåt.

#### Lördagen den 6 juli
Svenska sprängladdningar som kastats från murarna slog hål på de anfallande minörernas skydd och tände eld på trävirket i de norska löpgravarna. Med beckkransar och annat brännbart material som kastades ner från murarna kunde elden hållas vid liv i 12 timmar. Därefter förstärktes skyddet av löpgravarna.
 

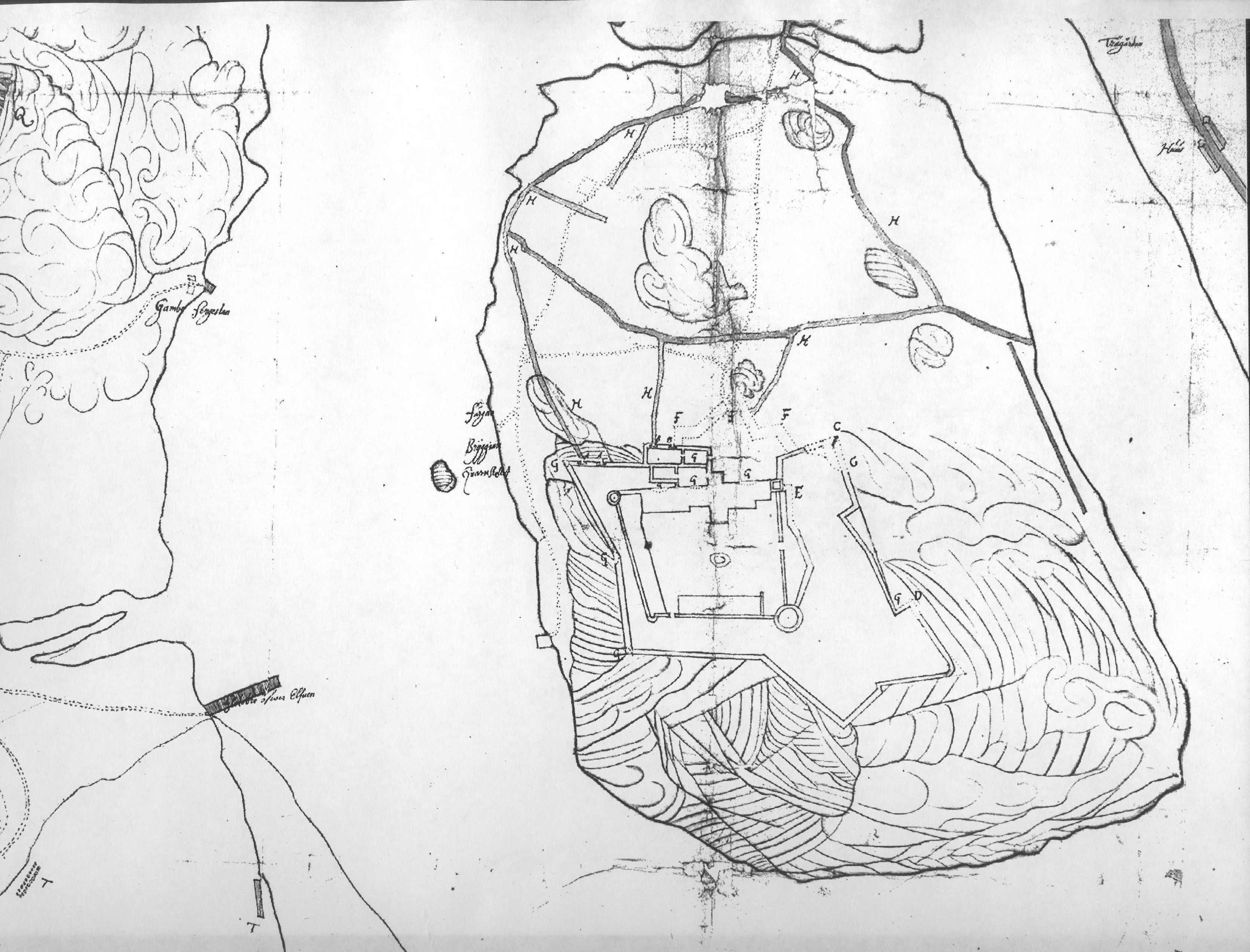
Karta över skadorna på fästningen efter belägringen.

 Gyldenløve blev irriterad över de svenska förstärkningarna och försökte att innesluta fästningen helt med löpgravar. 

#### Måndagen den 8 juli
På natten till den 9 juli försökte ca 150 norska soldater på fästningsholmen att hindra den svenska postbåten från östra stranden av Göta älv, men beskjutning från fästningen och svenska kanoner vid Skårdal och Lilla Viken gjorde att båten kom fram. Detta var sista möjligheten till direkt kommunikation, och i fortsättningen måste fästningen skjuta meddelanden inlagda i tomma granater över till Skårdal på östra stranden, där svenskarna under överstelöjtnant Malcolm Hamilton svarade på meddelandet med olika signaler.

#### Fredagen den 12 juli
Efter att belägrarna hade ställt upp sin här i slagordning sattes 3 brinnande beckkransar och en vit flagga upp på Fontinberget. Klockan 11 på förmiddagen, då svenskarna inte hade reagerat på detta budskap som skulle vara "Nåd eller fördärv", halades den vita flaggan. Dansk lösen sköts och därefter tändes minorna på bastionerna Nedre Platt och Larmposten. Den första gjorde stor skada, medan den andra fick mindre effekt på grund av en svensk motriktad laddning, en så kallad kontramina. Minörerna hade också problem att komma intill och under murarna som var byggda uppe på bergsklippan. 

#### Tisdagen den 16 juli
Belägrarna försökte att spränga yttre porten men med liten effekt, däremot gjorde 115 inkastade tunga bomber stor skada. 

#### Fredagen den 19 juli
En stor mörsargranat slog ner i bageriet och sprängde det. Livsmedelssituationen började nu bli akut, och även krutet börjar att ta slut.

### Slutstriden
Riksmarsken Gustaf Otto Stenbock som hade det högsta befälet över de svenska trupperna i Västsverige, hade tidigare haft för få män för ett anfall över till Hisingen. I mitten av juli kom general Leonhard Wittenberg med förstärkning av ryttare och den 19 juli kunde cirka 6 700 man gå över Göta älv till Hisingen på en flottbro i skydd av 16 tunga kanoner, i höjd mellan nuvarande fiskhamnen och Majnabbe i Göteborg.  Då Gyldenløve tänkte gå till motanfall kom underrättelser om att en svensk styrka förstört den strategiskt viktiga bron vid Kvistrum nära Munkedal. 

#### Lördagen den 20 juli
Besättningen på Bohus märkte att de danska trupperna på Hisingen började att dra sig tillbaka över Nordre älv. 

#### Söndagen den 21 juli
Vid middagstid kunde Stenbock genom att skjuta dubbel svensk lösen tala om för besättningen på Bohus att hjälp hade anlänt till Hisingen, men belägringen fortsatte ytterligare några dagar.

#### Måndagen den 22 juli
Tecken gavs till att spränga ytterligare två minor vid bastionen Nedre Platt, vilket också skedde med stor skada som följd. Det var en liten svensk styrka under överste Sangershausen som förstört bron vid Kvistrum, men ryktet gjorde att belägringen avbröts och de danska trupperna på Hisingen började skeppas till Helsingborg för att inte bli inringade. De norska trupperna drog sig samtidigt norrut.

## Efterspel

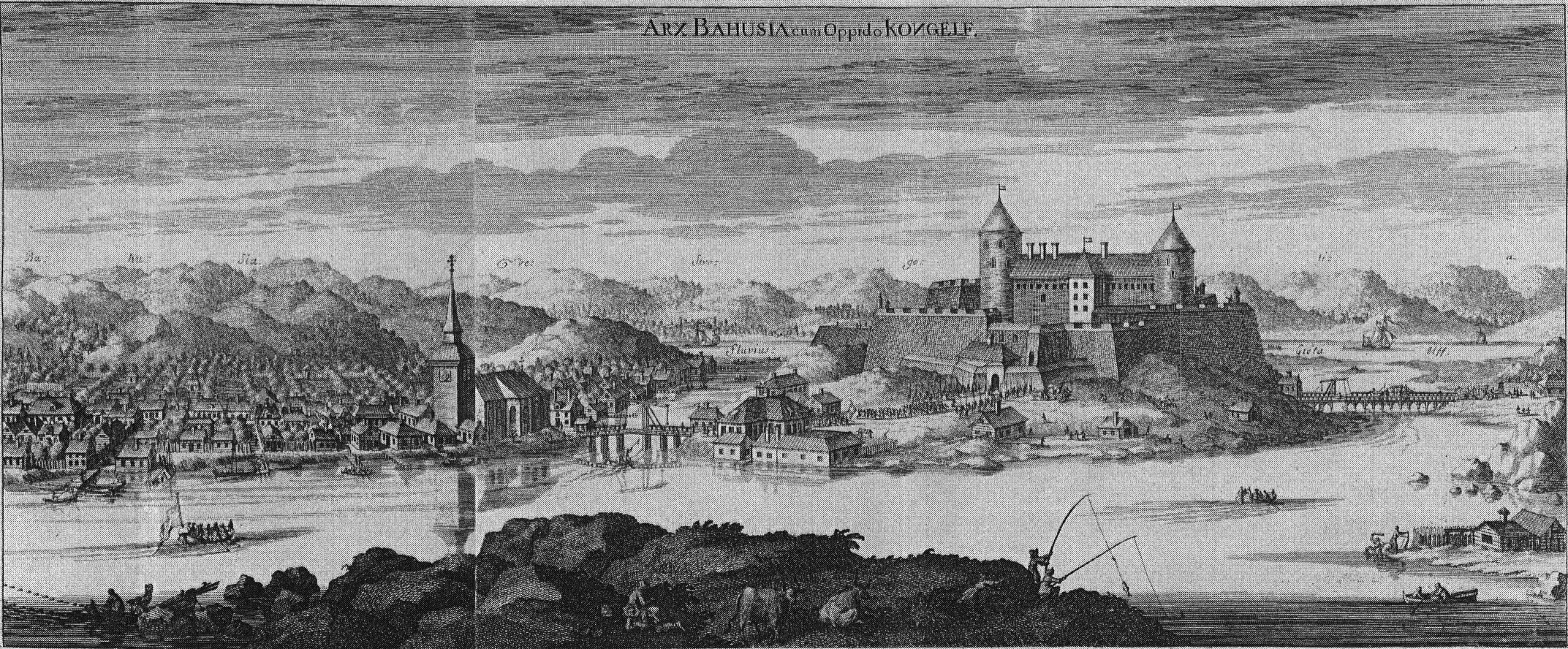
Bohus fästning och staden Kungälv år 1713, återuppförda efter belägringen

Efter de sex veckornas belägring beräknas mellan 20 000 och 30 000 kanonkulor av järn ha skjutits mot fästningen. Dessutom 2 265 "bomber" med olika innehåll inklusive kemiska och biologiska stridsmedel, 384 spränggranater, 384 stora stenbumlingar, 161 glödande brandkulor, 79 säckar à 13 spränggranater och slutligen 600 stora mörsargranater ha skjutits från Fontin och Hisingen. Dessutom ett antal minor som sprängdes under murarna och ett antal säckar med latrin som kastades in för att sprida "ondan sot och invärtes hetsig feber".
 Gyldenlöve beräknas ha förlorat över 3 000 man i döda, medan de sårades antal är okänt. Svenskarna hade cirka 400 överlevande i fästningen, cirka 300 döda och 120 sårade, "dem armar och ben avskjutne voro". Fästningen hade förvandlats till en grushög, och byggdes under de följande 20 åren upp igen, men mer funktionellt och utan det tidigare slottets utsmyckning. Bland annat byggdes tornet Fars Hatt om från fyrkantigt till runt. Överste Börstell, som lett försvaret av Bohus, befordrades till generalmajor men dog av dysenteri i Göteborg redan den 7 september 1679.

## Galleri

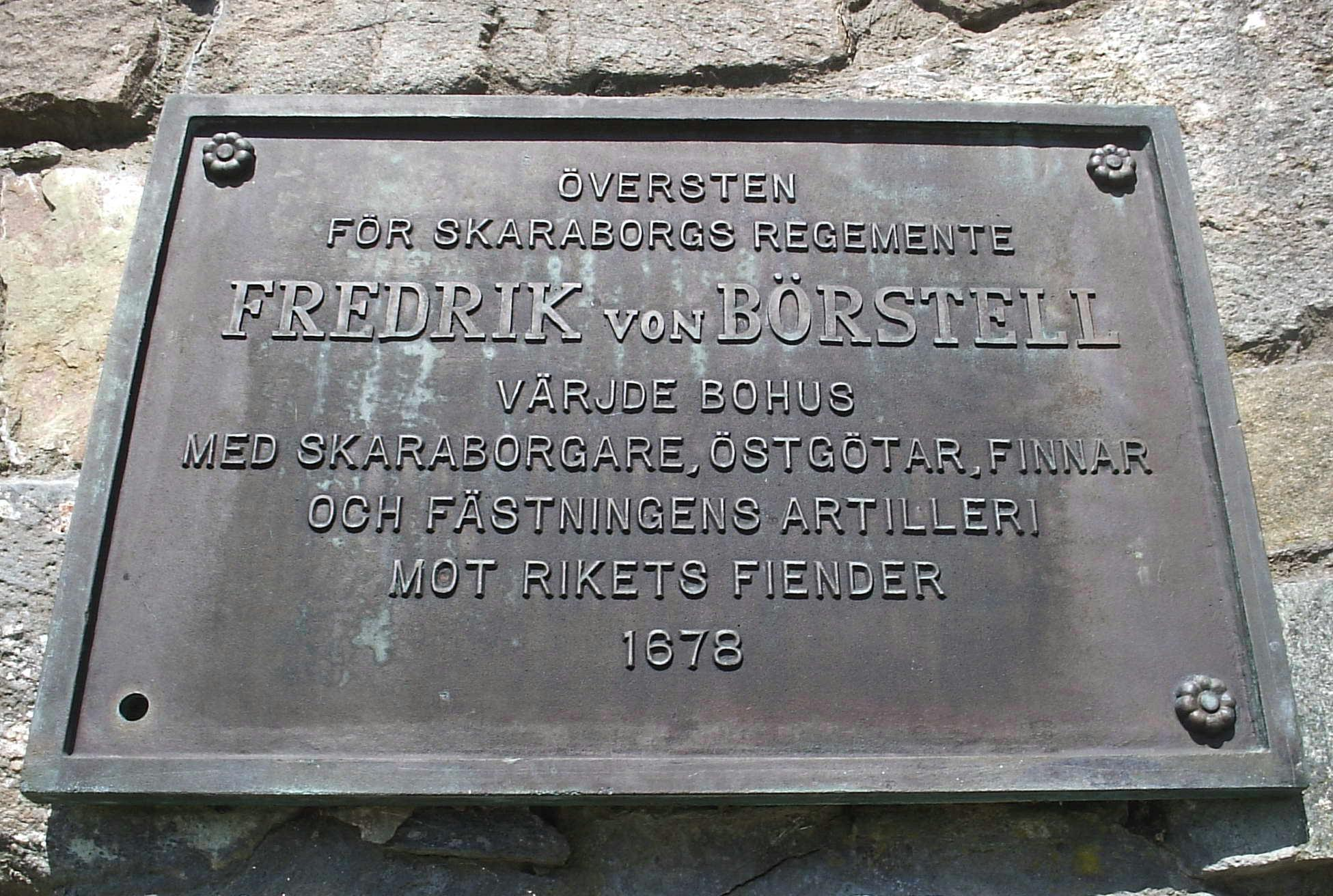
Minnestavla över överste Fredrik von Börstell
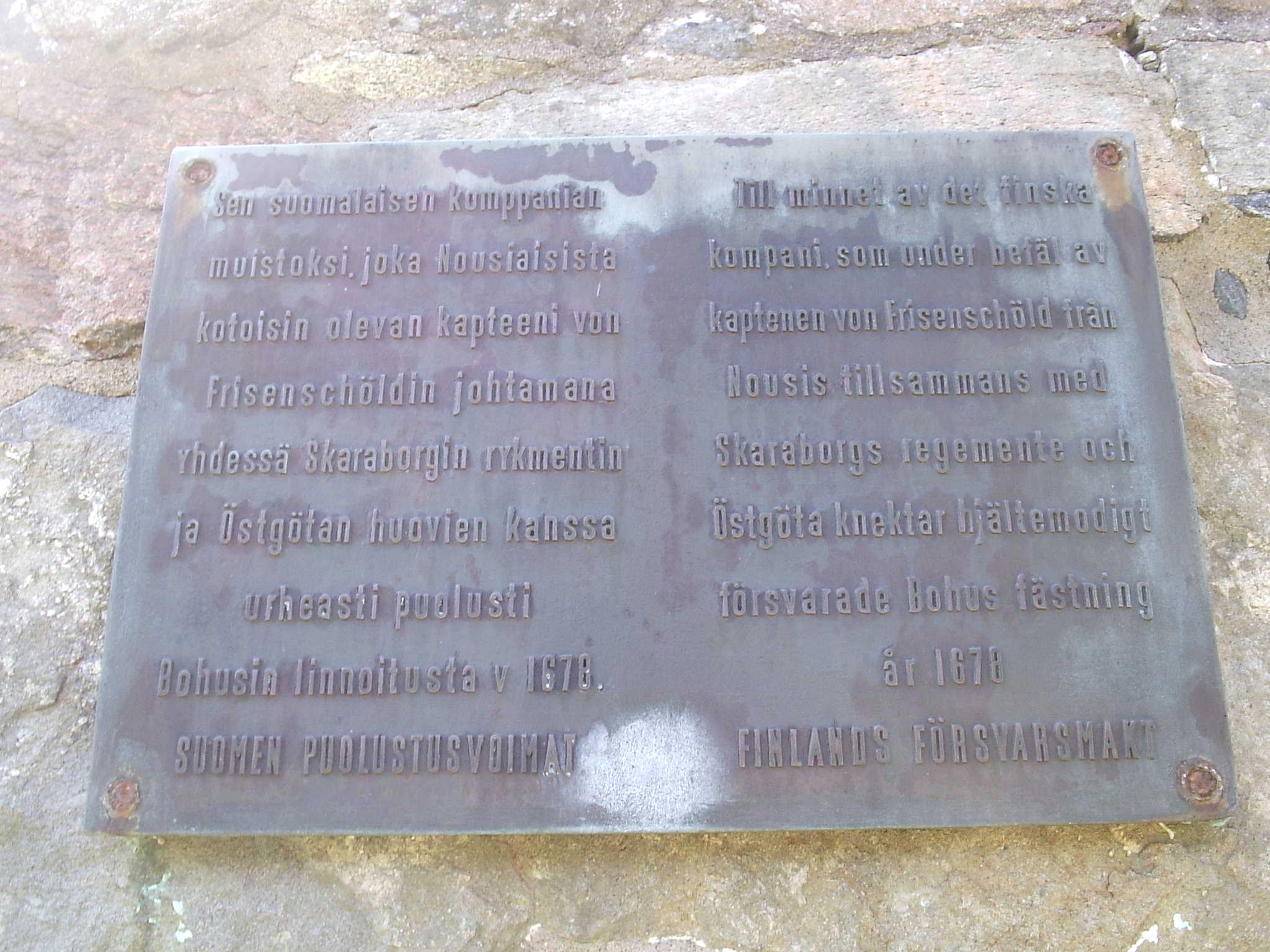
Minnestavla över ett finskt kompani som deltog i försvaret
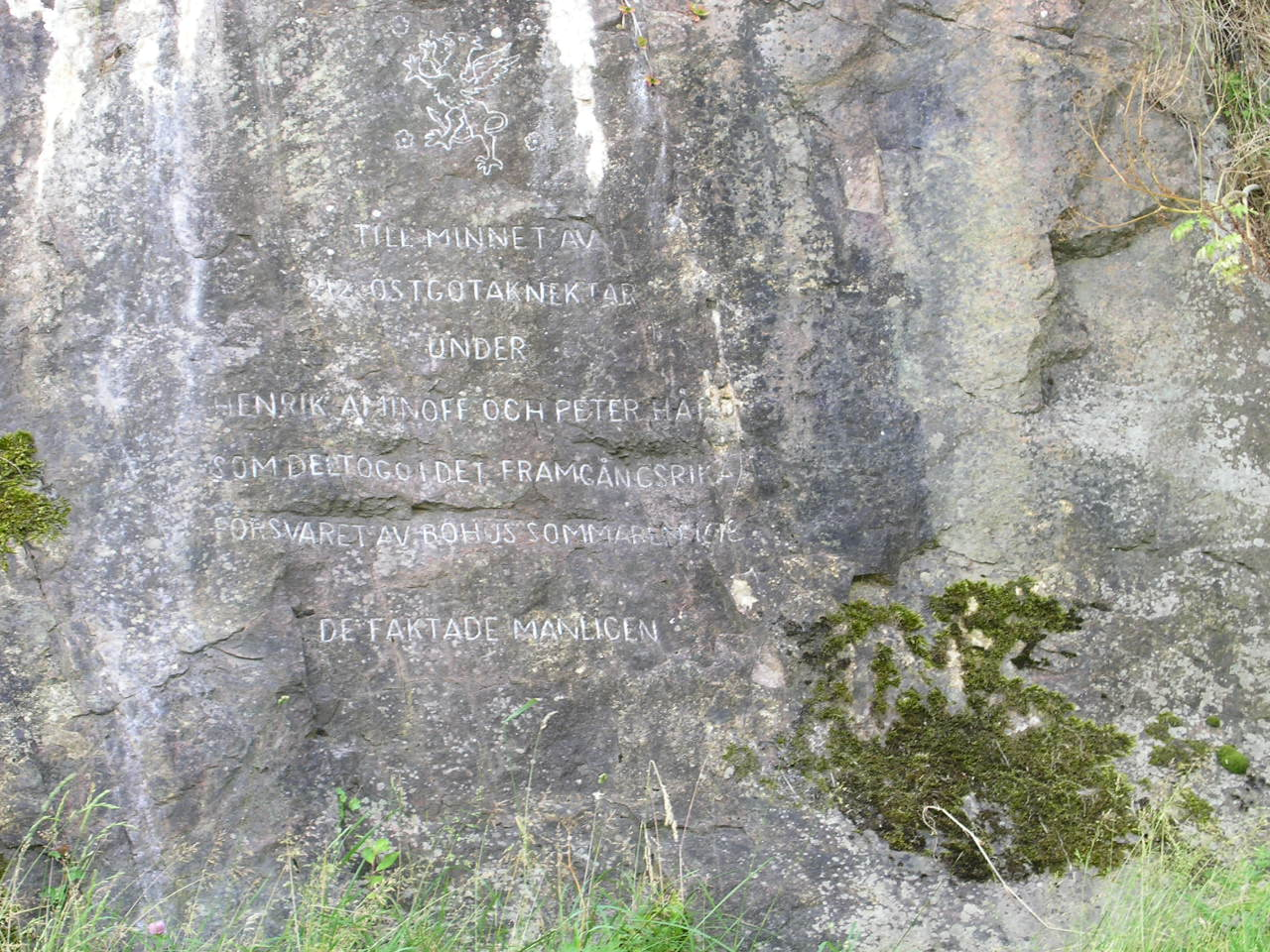
Minnesinskription över soldater från Östergötland som deltog i försvaret.
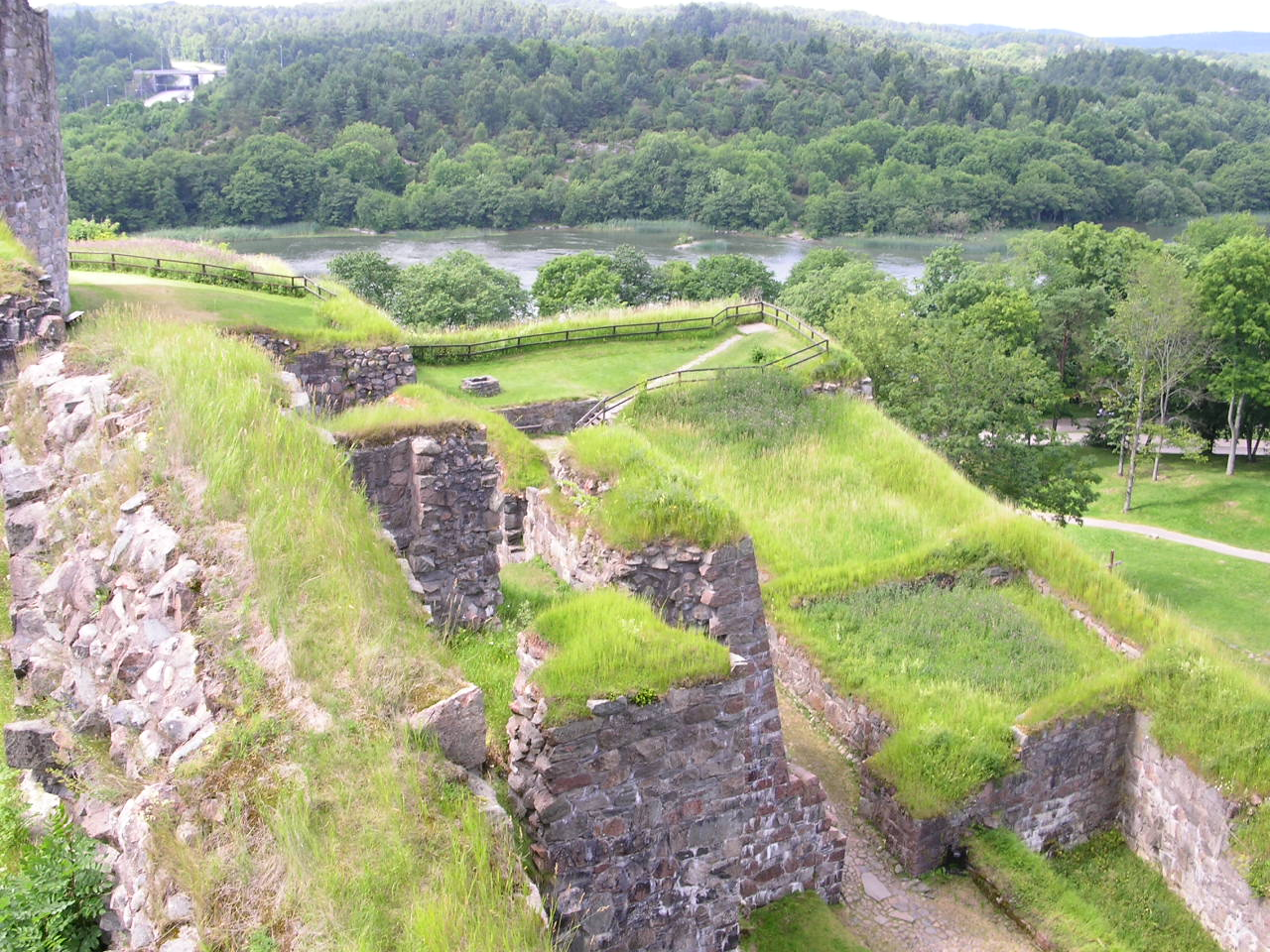
Utsikt från fästningen mot sydväst med Hisingen och Nordre älv.